# Yann Domenech
Pour les articles homonymes, voir Domenech.
Yann Domenech (né le 17 mars 1979 à Valréas) est un athlète français, spécialiste du saut en longueur.

## Biographie
Troisième des championnats d'Europe juniors 1997, il remporte les championnats d'Europe espoirs 2001, à Amsterdam, avec un saut à 8,00 m.
Il détient le record de France junior avec 7,98 m (1997) et le record de France espoir avec 8,13 m (2001). Son record personnel est de 8,28 m, établi le 7 juillet 2004 à Vénissieux.
Il remporte les championnats de France 2002, à Saint-Étienne, avec la marque de 8,16 m.

## Palmarès

### International
| Date | Compétition                   | Lieu      | Résultat | Épreuve          | Performance |
| ---- | ----------------------------- | --------- | -------- | ---------------- | ----------- |
| 1997 | Championnats d'Europe juniors | Ljubljana | 3e       | Saut en longueur | 7,87 m      |
| 2001 | Championnats d'Europe espoirs | Amsterdam | 1er      | Saut en longueur | 8,00 m      |

### National
- Championnats de France d'athlétisme :
  - vainqueur du saut en longueur en 2002.

## Records
| Épreuve          | Performance | Lieu       | Date           |
| ---------------- | ----------- | ---------- | -------------- |
| Saut en longueur | 8,28 m      | Vénissieux | 7 juillet 2004 |